# 新潟第一師範学校

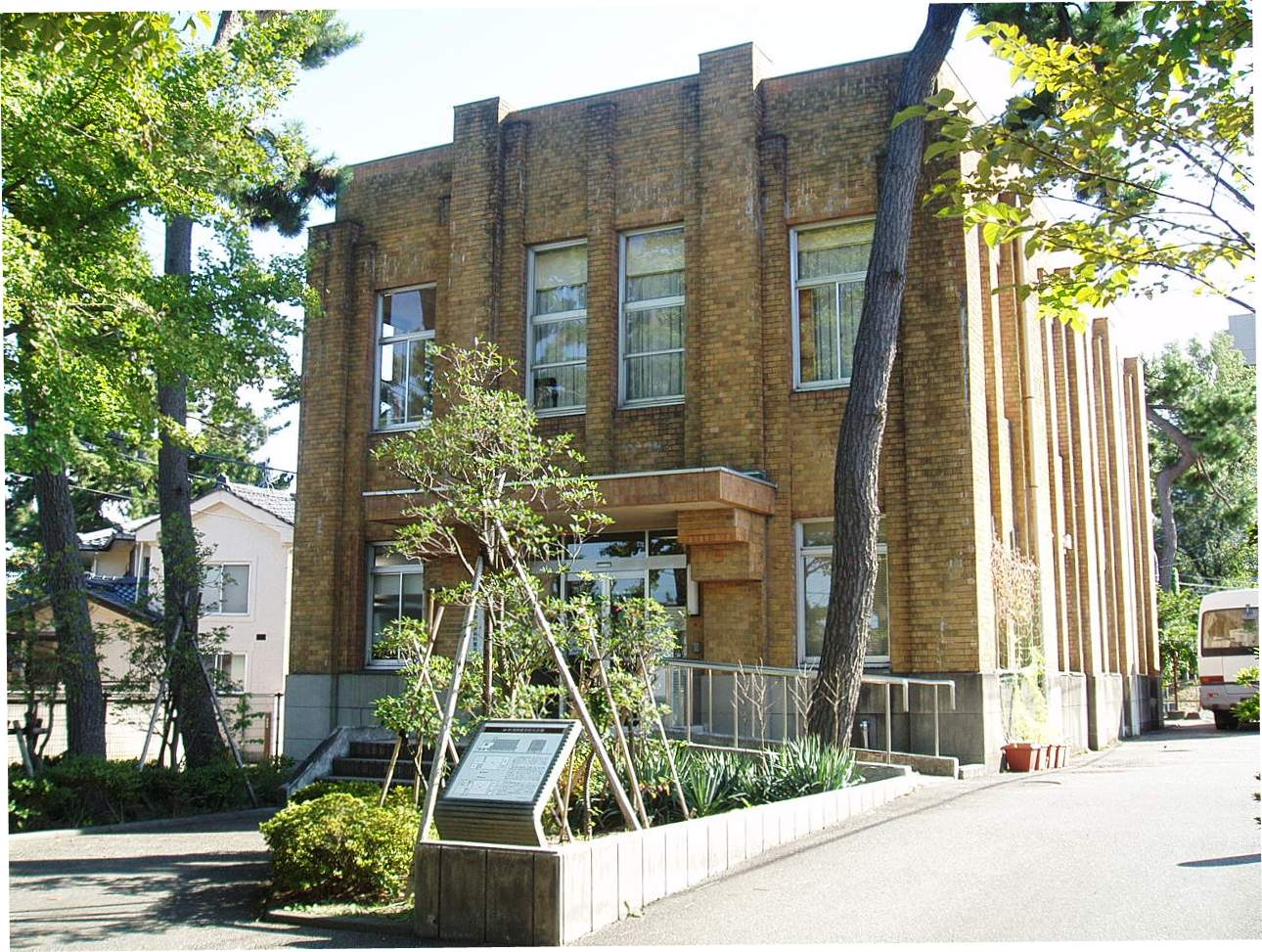
新潟大学あさひまち展示館（旧・新潟第一師範学校記念館）

新潟第一師範学校 （にいがただいいちしはんがっこう） は、第二次世界大戦中の1943年 （昭和18年） に、新潟県に設置された師範学校である。
本項は、新潟県新潟師範学校・新潟県長岡女子師範学校などの前身諸校を含めて記述する。

## 概要
- 新潟県新潟師範学校・新潟県長岡女子師範学校の統合・官立移管により設置され、男子部・女子部を置いた。
- 明治時代初期に日本国内7箇所に設置された官立師範学校のうちの一校、新潟師範学校を起源とする。
- 第二次世界大戦後の学制改革で新制新潟大学教育人間科学部 （現・教育学部） の母体の一つとなった。

## 沿革

### 官立、新潟県立並設期

#### 旧・新潟師範学校
- 1874年（明治7年）2月19日： 学制における第六大区の中心地、新潟に官立新潟師範学校設立。
- 1874年7月7日： 新潟町不動院 （現・新潟市中央区西堀通4番町） を仮教場として開校。
- 1875年1月： 学校町1139番地 （現・学校町通2番町、新潟大学歯学部校地） の新校舎に移転。
- 1875年7月： 附属小学校を設置。
- 1877年2月15日： 官立新潟師範学校、廃止。校舎・備品は新潟県に譲渡された。
  - 西南戦争による政府の財政悪化が原因とされる。官立新潟英語学校も県に譲渡された （外国語学校 (旧制)も参照）。

#### 新潟県乙組小学講習所、旧・新潟県師範学校
- 1875年12月27日： 新潟県、小学講習所の開設を公示。
  - 甲組 （修業期間2ヶ月）： 新潟・高田・長岡・三条・新発田に設置。
  - 乙組 （修業期間6ヶ月）： 新潟のみ。
- 1876年2月12日： 乙組小学講習所、開所[1]。
  - 修業年限は1年半 - 2年に延長。
- 1877年2月： 官立新潟師範学校の廃止に伴い、新潟県師範学校と改称。

### 新潟県立限定期

#### 新潟学校
- 1877年3月： 新潟県師範学校と県立新潟学校 （1872年11月設立） を併合し、新潟学校と改称。
  - 旧 官立新潟師範学校・新潟英語学校の校舎に移転。
  - 百工化学科・英学講習科・英語学科・師範学科 （2年制） を設置。
- 1878年9月17日： 明治天皇行幸。
- 1879年4月： 女子師範科を設置。
- 1880年4月： 師範学科を師範学部と改称。
- 1880年7月： 百工化学科を廃止。
- 1882年8月： 師範学部が師範学校教則大綱に準拠。
  - 初等科 （1年）・中等科 （2年半）・高等科 （4年） を設置。

#### 新潟県尋常師範学校
- 1886年12月21日： 新潟学校師範学部が新潟県尋常師範学校として独立 （師範学校令に準拠）。
  - 男子は本科4年制、女子部は3年制。
  - 新潟学校は中学科 （旧 英語学科・英語講習科） のみで存続したが、1887年3月廃止。
- 1890年12月3日： 火災で校舎焼失。
- 1892年8月： 常盤が岡 （現・旭町通2番町） に新校舎落成。

#### 新潟県師範学校、新潟県第一師範学校、新潟県新潟師範学校
- 1898年4月1日： 師範教育令に準拠し新潟県師範学校と改称。
- 1899年4月： 新潟県第一師範学校と改称。
  - 新潟県第二師範学校が創設されたため （詳細は新潟第二師範学校を参照）。
- 1900年4月： 女子部を廃止し、長岡に新潟県女子師範学校を開設。
  - 新潟県師範学校は男子校となった。
- 1901年3月： 新潟県新潟師範学校と改称。
- 1907年4月： 師範学校規程により本科第一部・本科第二部を設置。
  - 本科第一部： 修業年限4年、入学資格は3年制高等小学校卒業者。
  - 本科第二部： 修業年限1年、入学資格は中学校卒業者。
- 1908年9月4日： 新潟大火で校舎全焼。
- 1911年5月15日： 校舎新築落成式を挙行。
- 1925年（大正14年）4月： 本科第一部を5年制に変更 （入学資格を2年制高等小学校卒業者に変更）。
- 1926年4月： 専攻科を設置 （1年制）。
- 1929年（昭和4年）： 同窓会などの寄附による児童博物館 （師範学校記念館） 落成。
  - 現・新潟大学あさひまち展示館 （旭町学術資料展示館）。
- 1931年4月： 本科第二部を2年制に延長。
- 1934年9月： 新潟県国民精神文化講習所の研究室を校内に設置。

#### 新潟県女子師範学校、新潟県長岡女子師範学校
- 1879年4月： 新潟学校に女子師範科を設置。
- 1886年12月： 新潟県尋常師範学校女子部 （3年制）。
- 1898年4月： 新潟県師範学校女子部と改称。
- 1899年4月： 新潟県第一師範学校女子部と改称。
- 1900年2月9日： 新潟県第一師範学校から女子部を分離し、新潟県女子師範学校設立。
- 1900年4月： 新潟県女子師範学校、開校 （3年制）。
  - 附属小学校を設置 （現・新潟大学教育学部附属長岡小学校）。
- 1901年4月： 附属幼稚園を設置 （現・新潟大学教育学部附属幼稚園）。
- 1901年5月： 長岡町 （現・長岡市東神田町） に校舎完成。
- 1906年3月： 新潟県長岡女子師範学校と改称。
- 1907年4月： 師範学校規程により本科第一部・本科第二部・予備科を設置。
  - 本科第一部： 修業年限4年、入学資格は3年制高等小学校卒業者・予備科修了者。
  - 本科第二部： 修業年限2年、入学資格は高等女学校卒業者。
  - 予備科： 修業年限1年、入学資格は2年制高等小学校卒業者。
- 1925年4月： 本科第一部を5年制に変更。予備科を廃止。
- 1926年4月： 専攻科を設置 （1年制）。
- 1938年： 臨時教員養成講習所を併設 （修業年限6ヶ月、中等学校卒業者対象）。

### 官立限定期

#### 新潟第一師範学校
- 1943年4月1日： 新潟県新潟師範学校・新潟県長岡女子師範学校を統合し、官立新潟第一師範学校設置。
  - 旧新潟県新潟師範学校校舎に男子部、旧新潟県長岡女子師範学校校舎に女子部を設置。
  - 本科 （3年制。中等学校卒対象）・予科 （3年制。高等小学校卒対象） を設置。
- 1947年4月： 男子部・女子部それぞれに附属中学校 （新制） を開設。
  - 現 新潟大学教育学部附属新潟中学校および附属長岡中学校。
- 1948年4月： 本科が男女共学となる。
- 1949年5月31日： 新制新潟大学発足。
  - 新潟第一師範学校は新潟第二師範学校・新潟青年師範学校と共に教育学部の母体として包括された。
  - 旧男子部に教育学部新潟本校、旧女子部に長岡分校 （1981年4月廃止）、旧第二師範に高田分校 （1982年4月廃止）、旧新潟青師に新発田分校 （1953年3月閉校） を設置。
- 1951年3月： 新潟大学新潟第一師範学校 （旧制）、廃止。

## 歴代校長
新潟県新潟師範学校（前身諸校を含む）
- 長倉雄平:1886年（明治19年）9月21日[2] - 1889年12月24日
- 井手今滋:1889年12月24日 -
- 小野恒剛:1890年9月26日 -
- 浜野虎吉:1892年4月1日 - 1897年6月26日
- 村上孚光:1897年6月26日 - 1897年11月19日
- 久保田貞則:1897年11月19日 - 1898年4月6日
- 和田豊:1898年4月6日 - 1904年1月27日
- 江口照造:1904年1月27日 -
- 藤澤茂登一:1920年（大正9年）5月10日[3] -
- 宗像鴨四郎:1921年4月20日[4] -

新潟県長岡女子師範学校
- 広瀬吉弥:1900年2月12日 - 1901年11月6日
- 川面松衛:1901年11月6日 - 1909年9月7日
- 田名部彦一:1909年9月7日 - 1913年5月31日
- 山村弥久馬:1913年5月31日 - 1916年9月20日
- 野上源造:1916年9月20日 -
- 赤木愛太郎:1919年12月15日 -
- 平賀吉治:1923年2月5日 -
- 田鶴浜次吉:1924年7月5日 - 1932年3月28日
- 田中宗市:1932年（昭和7年）3月28日 -

- 櫻井香織:1942年４月 - 1943年3月
  - 1943年4月‐1945年9月16日（逝去）新潟第一師範学校女子部長

官立新潟第一師範学校
- 加藤覚亮:1943年4月1日[6] - 1946年6月
  - 前・東京府女子師範学校校長
- 堀越喜博:1946年6月 - 1947年3月
- 谷田沢隆甫:1947年3月26日[7] - 1949年7月
  - 前・鳥取師範学校校長

## 校地の変遷と継承
新潟第一師範学校男子部

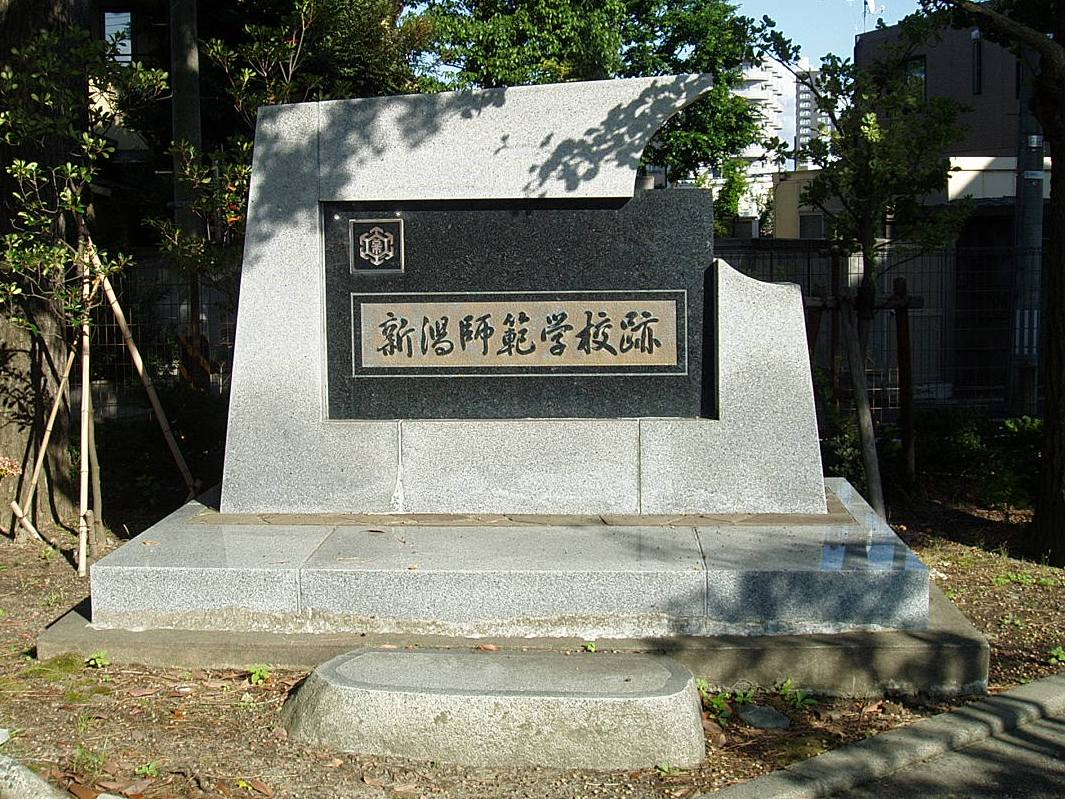
新潟師範学校跡の碑（男子部跡地）

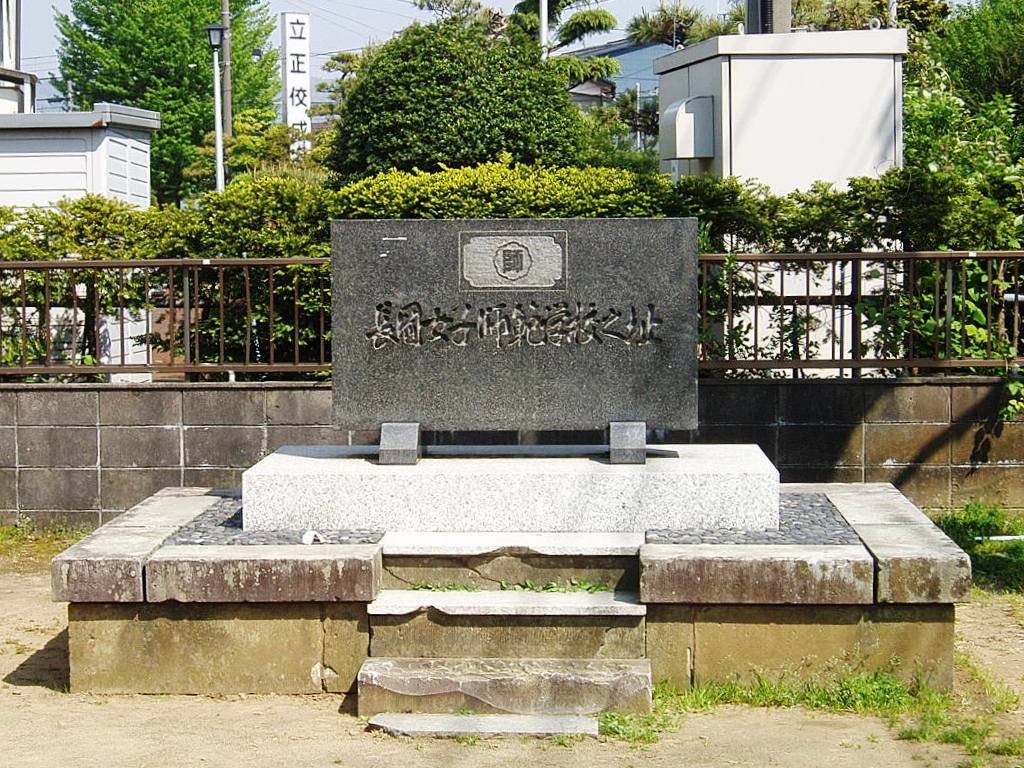
長岡女子師範学校之址碑（女子部跡地）

前身の新潟県新潟師範学校から引き継いだ新潟市旭町通2番町 （現・中央区旭町通2番町） の校地を使用した。同校地は後身の新制新潟大学教育学部に継承され、1982年（昭和57年）6月に現在の五十嵐キャンパスに統合移転完了するまで使用された。現在、旧旭町校地は旭町キャンパス （医学部・歯学部） の一部となっており、一角に旧・師範学校児童博物館 （師範学校記念館） が新潟大学あさひまち展示館 （旭町学術資料展示館） として残されている （登録有形文化財）。
新潟第一師範学校女子部
前身の新潟県長岡女子師範学校から引き継いだ長岡市東神田町の校地を使用した。後身の新潟大学長岡分校は東神田町で発足したが、1951年4月に教育学部長岡分校と改称したのち、1953年8月、工学部の東隣 （長岡市学校町） に移転した。教育学部長岡分校は1981年4月に廃止され、新潟市の教育学部本校に統合された （教育学部長岡分校の跡地は、1984年から附属長岡小・附属長岡中・附属幼の校地となっている）。
東神田町の旧校地は附属長岡小 （1962年まで）・附属長岡中 （1959年まで）・附属幼 （1963年まで）や長岡市立東北中学校に使用されたが、師範学校時代からの旧校舎は1965年頃焼失した。

## 著名な教員・出身者
- 石田信次 - 教育者
- 大平晟 - 教育者、登山家
- 大矢透 - 国語学者
- 谷鼎 - 教員、国文学者・歌人、大東文化大学教授
- 中村正爾 - 編集者、歌人
- 藤田芳雄 - 教員、参議院議員
- 山岸徳平 - 国文学者

## 参考書籍
- 新潟大学二十五年史編集委員会（編） 『新潟大学二十五年史 : 総編』 新潟大学二十五年史刊行委員会、1974年、20頁-37頁。